# Coniah Boyce-Clarke
Coniah Chronicles Boyce-Clarke (1 de marzo de 2003) es un futbolista británico, nacionalizado jamaicano, que juega en la demarcación de portero para el Reading F. C. de la EFL League One.

## Selección nacional
Tras jugar en varias categorías inferiores de la selección, finalmente hizo su debut con la selección de fútbol de Jamaica el 2 de julio de 2023 en un encuentro de la Copa de Oro de la Concacaf 2023 contra San Cristóbal y Nieves que finalizó con un resultado de 5-0 a favor del combinado jamaicano tras los goles de Di'Shon Bernard, Jon Russell, Daniel Johnson, Cory Burke y un autogol de Julani Archibald.

### Participaciones en Copas América
| Torneo            | Sede           | Resultado      | Partidos | Goles |
| ----------------- | -------------- | -------------- | -------- | ----- |
| Copa América 2024 | Estados Unidos | Fase de grupos | 0        | 0     |

## Clubes
| Club                 | País       | Año       | Partidos | Goles |
| -------------------- | ---------- | --------- | -------- | ----- |
| Reading F. C.        | Inglaterra | 2020-2021 | 0        | 0     |
| St Albans City F. C. | Inglaterra | 2021      | 5        | 0     |
| Reading F. C.        | Inglaterra | 2021-2022 | 0        | 0     |
| Welling United F. C. | Inglaterra | 2022      | 8        | 0     |
| Reading F. C.        | Inglaterra | 2022-     | 7        | 0     |